# 索尼娅·伯杰曼

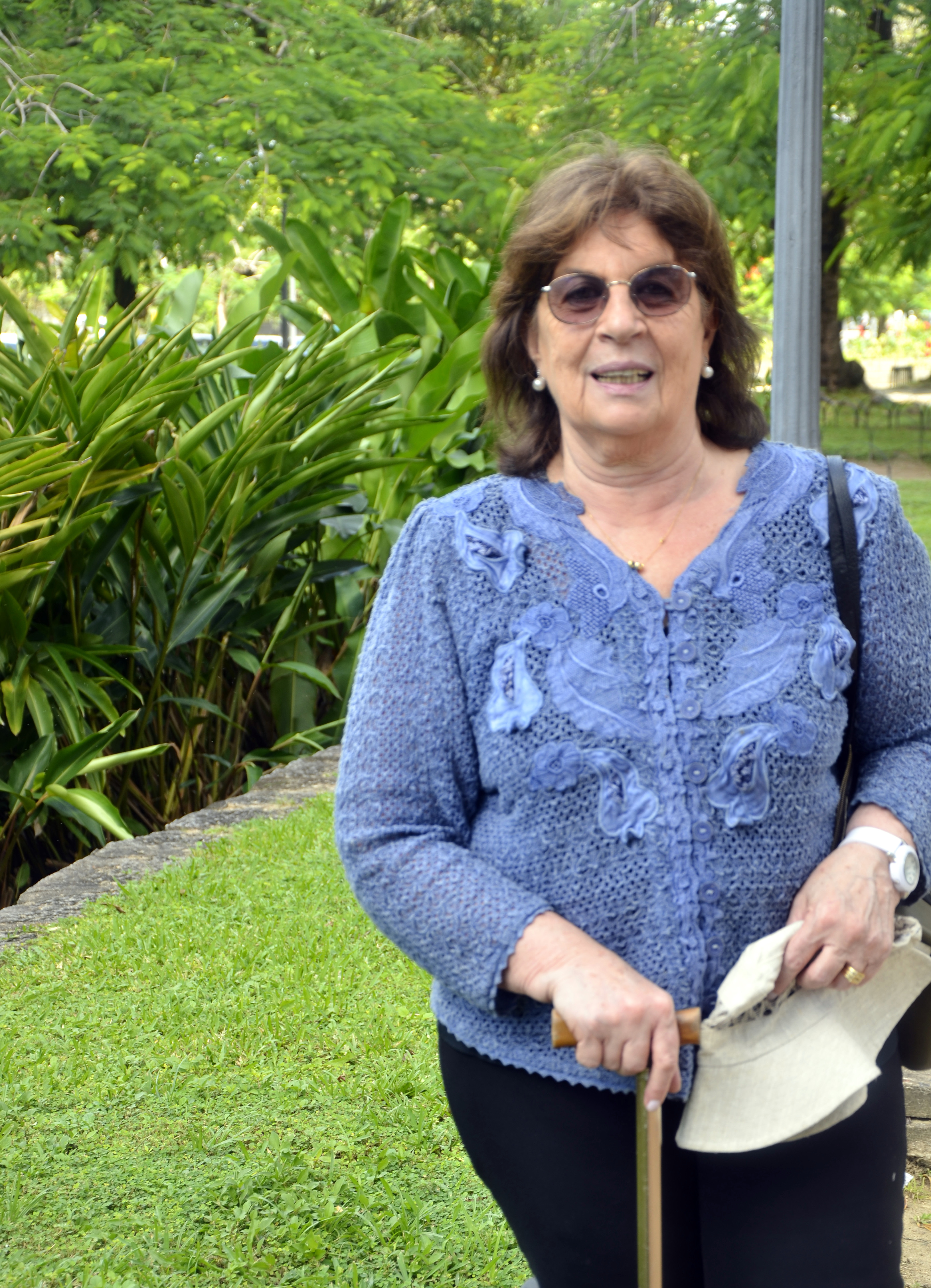
索尼娅·伯杰曼

索尼娅·伯杰曼（西班牙語：Sonia Berjman，1946年—），阿根廷城市史与园林史学者，历史景观保护专家，致力于布宜诺斯艾利斯的历史城市景观保护。她分别在布宜诺斯艾利斯大学和巴黎第一大学获得博士学位，后在哈佛大学敦巴顿橡树园进行博士后研究。此后，分别在国家科学技术研究理事会 （CONICET）和布宜诺斯艾利斯大学担任研究员，及图克曼国立大学、马德普拉塔国立大学和国立东北大学 (阿根廷)等任教授。此外，她还是多个阿根廷及国际理事会，委员会和科学委员会的委员。
伯杰曼致力于景观设计师卡洛斯·泰斯及其子卡洛斯·莱昂·泰斯的研究。2014年，其著作 Los Paseos Públicos de Buenos Aires y la labor de Carlos León Thays (h) entre 1922 y 1946 被列为布宜诺斯艾利斯自治市文化遗产（第98/2014号令）。2009年，她在雷科莱塔文化中心策展了由布宜诺斯艾利斯市政府、巴黎市政府与法国驻阿根廷大使馆共同组织的《卡洛斯·泰斯，一位法国景观师在布宜诺斯艾利斯》（Carlos Thays, un jardinero francés en Buenos Aires）展览。

## 生平
1946年，索尼亚·伯杰曼出生于阿根廷圣菲 (阿根廷)，并深受这里的滨海景观的影响。她以最優等成绩从布宜诺斯艾利斯大学艺术史专业毕业，获得哲学和文学博士学位。随后，她有在巴黎第一大学获得艺术史博士学位，并于哈佛大学（Harvard University）敦巴顿橡树园担任博士后研究员。她是“文化景观”国际科学委员会的荣誉委员，国际古迹遗址理事会（ICOMOS）的成员，以及圣保罗大学,哥伦比亚天主教大学和里约热内卢联邦大学美术学院的编委。伯杰曼致力于造园世家卡洛斯·泰斯、卡洛斯·莱昂、卡洛斯·塞斯四世的研究。2009年，她在雷科莱塔文化中心策展了《卡洛斯·泰斯，一位法国景观师在布宜诺斯艾利斯》（Carlos Thays, un jardinero francés en Buenos Aires）的展览。该展览由布宜诺斯艾利斯市政府，法国驻阿根廷大使馆和巴黎市政府共同组织，旨在关注城市与自然绿地的价值与需求。
2012年，索尼亚·伯杰曼与停止拆除学会（Basta de Demoler）共同提出一项保护议案。该议案旨在终止布宜诺斯艾利斯弗朗西娅广场车站H线地铁的扩展工程。这主要是由于该工程在当年2月的一系列挖掘活动中破坏了阿尔维尔市长广场（Plaza Intendente Alvear）（由设计师卡洛斯·泰斯于1897年设计）的原始风貌、古树名木和历史沟壑。由于阿尔维尔市长广场是14号历史保护区的一部分，根据法律该区域现有植物、设计、道路和步道都应予以原地保护。因此，该车站也应迁至UBA法学院附近。故而，该议案从保护城市环境和历史文化遗产出发，指出该项目具有环境问题 。2013年2月，布宜诺斯艾利斯地铁公司（SBASE）承认错误，并对阿尔维尔市长广场进行了重建。有鉴于此，市议会也对H线进行了改道，将线路转至雷蒂罗社区，以31号别墅作为站点，即伯杰曼议案内所指出的法学院附近。随后，布宜诺斯艾利斯市政府和巴塞罗纳政府对索尼娅·伯杰曼、停止拆除学会NGO及其主席提起指控，要求赔偿2400万比索，以赔偿因集体保护诉讼而造成的损失。该指控称伯杰曼博士的保护议案“意在摧毁一项服务公众的公共工程”，且“有阻碍政府的运作和阿尔维尔市长广场工程的政治动机目的。”

## 奖项与荣誉
- 布宜诺斯艾利斯城市议会授予“布宜诺斯艾利斯自治市文化领域杰出人物”（2606–D–2014）[11]
- 阿根廷景观设计师中心（CAAP，国际风景园林师联合会阿根廷分会）授予贝尼托·卡拉斯科奖（Benito Carrasco）[12]
- 萨尔瓦多大学授予艺术历史与管理领域的贡献奖，2016年9月[13]